# Kazuya Watanabe (Leichtathlet, 1987)
Kazuya Watanabe (jap. 渡邉 和也, Watanabe Kazuya; * 7. Juli 1987) ist ein ehemaliger japanischer Langstreckenläufer.

## Sportliche Laufbahn
Erste internationale Erfahrungen sammelte Kazuya Watanabe im Jahr 2011, als er bei den Asienmeisterschaften in Daegu in Kōbe in 13:48,81 min den vierten Platz im 5000-Meter-Lauf belegte. Zudem qualifizierte er sich für die Weltmeisterschaften in Daegu, bei denen er mit 14:20,62 min im Vorlauf ausschied. 2018 beendete er in Tachikawa seine aktive sportliche Karriere.
2011 wurde Watanabe japanischer Meister im 5000-Meter-Lauf.

## Persönliche Bestleistungen
- 3000 Meter: 7:58,03 min, 8. Juni 2008 in Shibetsu
- 5000 Meter: 13:23,15 min, 28. Mai 2011 in Nobeoka
- 10.000 Meter: 27:47,79 min, 25. Juni 2011 in Fukagawa